# Szvetiszláv Sasics
Szvetiszláv Sasics (Sátoraljaújhely, 19 gennaio 1948 – Budapest, 13 maggio 2025) è stato un pentatleta ungherese.

## Palmarès
In carriera conseguì i seguenti risultati:
- Giochi olimpici:

Montréal 1976: bronzo nel pentathlon moderno a squadre.
- Mondiali:

Città del Messico 1975: oro nel pentathlon moderno a squadre.